# Jean Arcelin
Jean Arcelin (Parigi, 22 giugno 1962) è un pittore svizzero.

## Biografia
Dal 1988 espone in varie gallerie a Parigi, ma anche in Alta Savoia, in Costa Azzurra, Svizzera, Stati Uniti e nel Regno Unito.
Ha partecipato a sponsorizzazioni Ebel Arte e cultura in Svizzera nel 1990 e 1995
ed esposti nel 1989, 1991 e 1999 ritratti presso l'Institut de France. Nel 2007, la città di Bergerac in Dordogna le ha dedicato una mostra retrospettiva di 40 delle sue opere in Canonica St. Jacques.

## L'arte
I suoi temi preferiti sono gli interni barocchi con corridoi e specchi, senza alcuna presenza umana che si ritiene sottintesa, oppure esterni dove la realtà si confonde con un miraggio.
L'artista riesce a conferire ai suoi dipinti un'atmosfera irreale che contrasta con la concretezza delle cose rappresentate.

## Galleria d'immagini

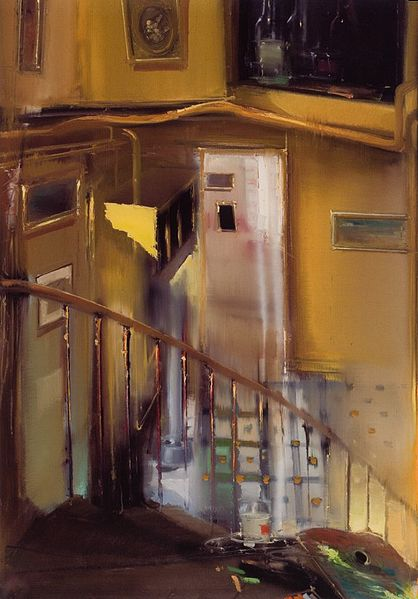
Atelier jaune
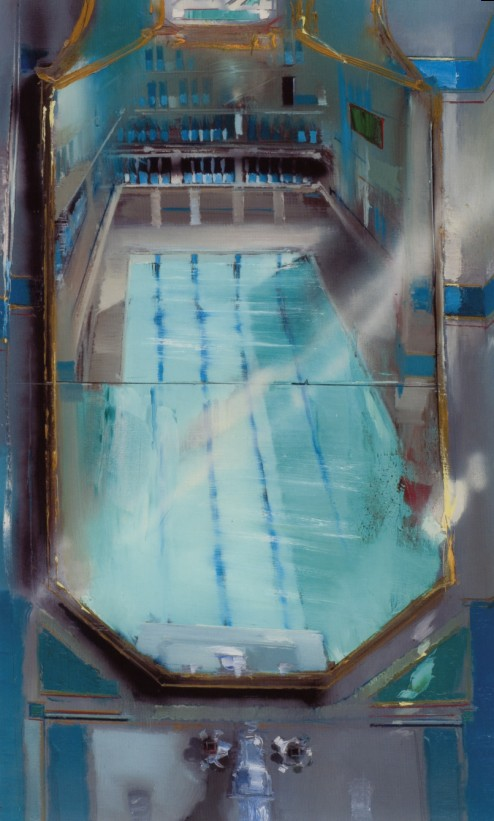
Miroir et piscine
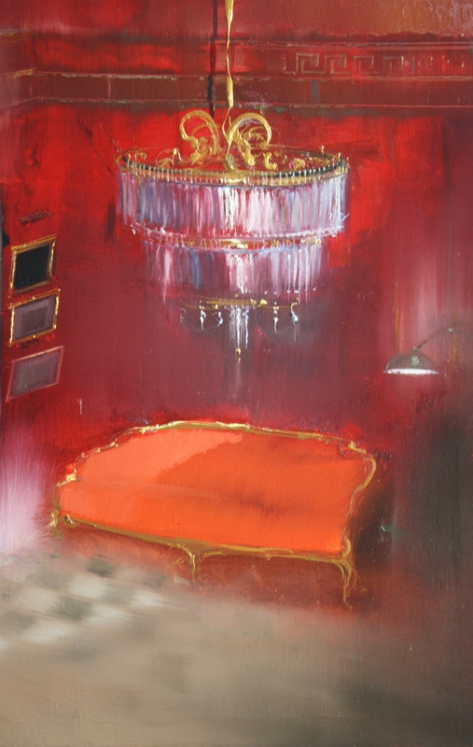
Boudoir